# ジョーン・リバーズ
ジョーン・アレクサンドラ・モリンスキー（Joan Alexandra Molinsky, 1933年6月8日 - 2014年9月4日）は、ジョーン・リバーズ（Joan Rivers）の芸名で知られたアメリカ合衆国のコメディアン、女優、作家、プロデューサー、テレビ司会者である。
日本では「ジョーン・リヴァース」「ジョーン・リヴァーズ」とカタカナ表記されることもある。